# Nacionalismo flamenco

El movimiento flamenco emplea una variante de la bandera de Flandes donde el león tiene la lengua y las zarpas negras en vez de rojas.

El nacionalismo flamenco (en neerlandés: Vlaamse Beweging) es un término popular empleado para describir el movimiento que busca la total independencia para la región de Flandes (Bélgica) y el Flandes francés (Francia), más la protección de la lengua neerlandesa y su cultura.
El polo más extremo de este movimiento está dominado por organizaciones de ultraderecha como el Vlaams Belang (el segundo partido en votos en el parlamento flamenco en las últimas elecciones parlamentarias), Voorpost, Nationalistische Studentenvereniging (Unión de Estudiantes Nacionalistas), y muchos otros. La organización más radical de izquierdas es una organización con base en Bruselas, de inspiración marxista e independentista flamenca llamada Zannekinbond.